# یواس‌اس بیگل (آی‌ایکس-۱۱۲)
یواس‌اس بیگل (آی‌ایکس-۱۱۲) (به انگلیسی: USS Beagle (IX-112)) یک کشتی بود که طول آن ۴۴۱ فوت ۶ اینچ (۱۳۴٫۵۷ متر) بود. این کشتی در سال ۱۹۴۳ ساخته شد.